# Ewerton (calciatore 1992)
Ewerton da Silva Pereira (San Paolo, 1º dicembre 1992) è un calciatore brasiliano, centrocampista del Penafiel.

## Caratteristiche tecniche
È un mediano.

## Carriera
Ha esordito fra i professionisti il 20 giugno 2012 con la maglia dell'América-RN in occasione del match del Campeonato Brasileiro Série B vinto 2-0 contro l'ASA.
Nel 2014, dopo alcune stagioni fra le serie minori del calcio brasiliano, è stato acquistato dal Portimonense. Con il club portoghese ha collezionato 141 presenze segnando 13 reti fra campionato e coppe nazionali nell'arco di 4 stagioni.
Nel luglio 2018 è stato acquistato dal Porto che lo ha lasciato in prestito al Portimonense per la stagione 2018-2019.